# 我が心のジョージア
「我が心のジョージア」（わがこころのジョージア、Georgia on My Mind）は、ポピュラー音楽の著名なスタンダード・ナンバーの一つである。アメリカ合衆国の南部にあるジョージア州の州歌となっている。
BMI調べによる「20世紀にアメリカのテレビやラジオで最もオンエアされた100曲」の第10位にランクされた。

## 解説
ホーギー・カーマイケル作曲、ステュアート・ゴレル（Stuart Gorrell）作詞。曲名のジョージアとは、カーマイケルの姉妹のジョージアのために歌詞が書かれたとする説があるが、1965年発表の彼の2番目の自伝で、サックス奏者のフランキー・トラムバウアーからアメリカ南部のジョージア州をイメージした 「Gorgia」という曲の注文から作られたことが述べられ、州名を指していると広く認められている。1930年9月15日に、ホーギー・カーマイケル楽団でレコード録音がなされるが、「One Night in Havana」というレコードの最後のほうであった。
1931年に、フランキー・トラムバウアーのレコードがヒットし、ジャズ、ブルースのスタンダードナンバーとして定着するまでになった。有名無名を問わず、多くの歌手・楽団がカヴァーすることとなった。特に1960年のレイ・チャールズによるカヴァーが広く知られる。1979年には、ジョージア州歌となった。
1996年7月19日、州都アトランタで行われた第26回オリンピック競技大会（アトランタ・オリンピック）の開会式で、チャールズによって歌唱された。

## カヴァー
- レイ・チャールズ - 1960年のシングル。
- ジェームス・ブラウン
- ビリー・ホリデー
- ウィリー・ネルソン - ビルボードのカントリー・チャートの1位を記録。
- ルー・ロウルズ - 1964年のアルバム『Tobacco Road』に収録[3]。
- ジャッキー・ウィルソン - 1965年のアルバム『Spotlight On Jackie Wilson』に収録[4]。
- スペンサー・デイヴィス・グループ - 1966年のアルバム『The Second Album』に収録。
- ジェフ&マリア・マルダー - 1970年のアルバム『Pottery Pie』に収録。
- ルイ・アームストロング
- グレン・ミラー
- エラ・フィッツジェラルド
- ザ・バンド - 1977年のアルバム『Islands』に収録。
- フランキー・トラムバウアー
- マイケル・ブーブレ
- マイケル・ボルトン
- アニー・レノックス - 2014年のアルバム『ノスタルジア』に収録。
- ディーン・マーティン
- 上田正樹 - 『上田正樹 ベスト・セレクション』に収録。
- 尾崎紀世彦 - 『GOLDEN☆BEST 尾崎紀世彦』に収録。
- 山崎まさよし - 『Concert at SUNTORY HALL』に収録。
- 和田アキ子
- 高岩遼(SANABAGUN.) - アルバム『Son of a Gun』収録曲の「里」に挿入。

## その他
1968年にビートルズが発表した作品「バック・イン・ザ・U.S.S.R.」の歌詞に、本曲の題名が織り込まれた。これは、当時ソビエト連邦の構成国だった南コーカサスのグルジア・ソビエト社会主義共和国の英語名Georgian Soviet Socialist Republicに由来する。
嘉門タツオは「ジャージ・オン・マイ・マインド」という本曲の替え歌を製作している。長年愛用しているジャージの様子を歌うコミックソングである。